# Kinpun shō
Biểu diễn vũ đạo body painting vàng là một loại hình trình diễn vũ đạo (butoh trong tiếng Nhật) của các vũ công nam và nữ bán khỏa thân nửa trên (topless) chỉ mặc độc quần lót được body painting lớp vàng lên khắp cơ thể (golden body painting) diễn ra chủ yếu ở Nhật Bản và lan rộng ra một số nước khác trên thế giới.

## Từ nguyên
Loại hình trình diễn này còn có tên gọi sau:
- Ogon bodipeintingu butō shō 黄金ボディペインティング舞踏ショウ
- Kinpun bodipeintingu butō shō 金粉ボディペインティング舞踏ショウ

Trong đó:
- kanji: 黄金 (hoàng kim) hoặc kim phấn (金粉), dùng để chỉ loại bột/bụi vàng mịn trộn với dung dịch sơn tạo thành nhũ vàng (golden nghĩa là bằng vàng)
- katakana: ボディペインティング (Romaji: bodipeintingu), chỉ nghệ thuật body painting hay vẽ cơ thể)
- kanji: 舞踏 (butoh hay vũ đạo): chỉ nghệ thuật múa trình diễn
- katakana: ショウ (Romaji: shō), tức show, màn trình diễn, tiết mục bao gồm cả nghệ thuật trình diễn và nghệ thuật biểu diễn

## Các sự kiện

### Lịch sử
- Các sự kiện văn hóa tôn giáo sử dụng rất nhiều vàng của đế quốc Inca

### Điện ảnh
Phim có cảnh múa bột vàng gồm:
- Sòng bạc Hoàng gia (phim)

### Lễ hội
Các lễ hội (祭, tế) văn hóa đường phố của Nhật Bản: 
- 大須大道 町人祭 (hiragana: おおすだいどうちょうにんまつり, romaji: daisu daidō chōnin sai, hán Việt: đại tu đại đạo đinh nhân tế) là lễ hội chōnin (町人, đinh nhân, dân làng), một sự kiện diễn ra vào giữa tháng Mười hàng năm ở huyện Ōsu của Nagoya, tỉnh Aichi, Naka-ku biểu diễn bởi vũ đoàn (dance troupe) chuyên nghiệp ngực trần được sơn một lớp bụi/bột màu vàng kim loại lên khắp cơ thể tên là 大駱駝艦 (hiragana: だいらくだかん, romaji: dairakudakan, hán Việt: đại lạc đà hạm) của Nhật Bản.[1][2]